# 1909
1909 (MCMIX) fue un año común comenzado en viernes según el calendario gregoriano.

## Acontecimientos

### Enero
- 5 de enero: Colombia reconoce la separación e independencia de Panamá.
- 8 de enero: 
  - En Cuba, el político José Miguel Gómez, líder del partido liberal de su país, es elegido presidente de la República.
  - En París (Francia) la Asamblea Nacional rechaza la propuesta de abolición de la pena de muerte.
- 16 de enero: la expedición de Ernest Shackleton afirma haber alcanzado el polo sur magnético (pero la ubicación registrada puede ser incorrecta).
- 23 de enero: en la llanura de Silakhor, Persia, se registra un devastador terremoto de 7,3 que deja un saldo de 8.000 muertos.
- 28 de enero: en Cuba, los últimos soldados estadounidenses invasores abandonan la isla, después de estar allí desde la Guerra hispano-cubano-estadounidense de 1898; no obstante, retienen la base naval de Guantánamo, que permanece invadida hasta la actualidad.

### Febrero
- 5 de febrero: en los Estados Unidos, el belga Leo Baekeland (ganador del Premio Nobel) anuncia la creación de un plástico barato y no inflamable, que denominó baquelita.
- 9 de febrero: el acuerdo entre Francia y Alemania sobre Marruecos reconoce la preponderancia política francesa sobre el país africano.
- 11 de febrero: en Madrid (España) se produce un incendio en la Universidad de los Agustinos, en El Escorial.
- 16 de febrero: Serbia intensifica su producción de armamentos.
- 20 de febrero: en París (Francia), el diario Le Figaro publica el Manifiesto futurista de Filippo Tommaso Marinetti.
- 24 de febrero: 
  - En Brighton (Reino Unido) se presenta por primera vez al público el cine en color.
  - En el Teatro Pérez Galdós de Las Palmas de Gran Canaria se estrena el drama La esfinge, primera producción dramática de Miguel de Unamuno

### Marzo
- 4 de marzo: en Estados Unidos, el republicano William Howard Taft asume como el presidente n.º 27.
- 31 de marzo: 
  - En los astilleros Harland & Wolff de Belfast (Irlanda del Norte), comienza la construcción del buque de vapor más grande de la época, el RMS (Royal Mail Steamship) Titanic.
  - Serbia acepta el control austriaco sobre Bosnia y Herzegovina.

### Abril
- 6 de abril: cuatro exploradores inuit (Uta, Ukuea, Siglu, y Eguiguinguá) acompañados por los estadounidenses Robert Peary y Matthew Henson, llegan a una distancia de pocos kilómetros del polo norte.
- 11 de abril: en las afueras del puerto mediterráneo de Jaffa (Palestina), una comunidad de judíos funda la villa de Ahuzat Bayit (actual Tel Aviv).
- 13 de abril (o 31 de marzo de acuerdo con el calendario oriental): en el Imperio otomano comienza el Contragolpe de 1909: los monárquicos de Abdul Hamid II derrocan al Gobierno progresista de los Jóvenes Turcos.
- 14 de abril: en la ciudad de Adana Vilayet (Turquía) el Gobierno otomano asesina a unos 30 000 cristianos armenios (masacre de Adana).
- 18 de abril: en Roma, el papa Pío X beatifica a la guerrera francesa Juana de Arco.
- 19 de abril: se forma la Anglo-Persian Oil Company (hoy, BP).
- 23 de abril: Un terremoto de 6,0 sacude el centro de Portugal dejando 60 muertos y 75 heridos.
- 27 de abril: en Turquía, el sultán del Imperio otomano Abdul Hamid II (dos semanas después de haber recuperado el poder) es derrocado por su hermano, Mehmed V.

### Mayo
- 1 de mayo: en Buenos Aires (Argentina), la policía al mando de Ramón L. Falcón mata a tiros a unos 80 trabajadores en huelga organizada por la FORA (Federación Obrera Regional Argentina). Véase Semana Roja de 1909.
- 13 a 30 de mayo: se celebra la primera carrera ciclística Giro de Italia, que comienza y termina en Milán; la ganará el italiano Luigi Ganna.
- 19 de mayo: en el Théâtre du Châtelet, en París (Francia) se estrena una gira dirigida por Serguéi Diáguilev, con 55 bailarines, entre ellos Vaslav Nijinsky. Es la primera vez que el ballet ruso es llevado al mundo occidental.
- 22 de mayo: 
  - Inauguración de la Exposición Regional Valenciana.
  - En Buenos Aires se estrena la primera película argentina con argumento: La Revolución de Mayo fue dirigida por Mario Gallo, un director de coro italiano.

### Junio
- 2 de junio: en África central, el ejército invasor francés captura la ciudad de Abéché, capital del Imperio uadai.
- 4 de junio: en la isla indonesia de Sumatra sucede un terremoto de 7,6 que deja 230 muertos y daños extensos.
- 11 de junio: en la región de Provenza (Francia) sucede un terremoto de 6,2 que deja 46 muertos.
- 13 de junio: en Moscú (Imperio ruso), la Duma (el parlamento) aprueba una ley para fortalecer la rusificación de Finlandia.
- 15 de junio: en el estadio Lord's Cricket Ground, representantes del Imperio británico, Australia y Sudáfrica forman la Imperial Cricket Conference.
- 24 de junio: en Valparaíso (Chile), David Foxley funda el club de fútbol Everton de Viña del Mar.

### Julio
- 9 de julio: España declara la guerra al Rif (tierras que invadió en Marruecos).
- 18 de julio: en Argentina se funda la aldea de Rafael Calzada.
- 16 de julio: en Irán, el monarca Mohammad Alí Shah Qayar es forzado a abdicar en su hijo Ahmad Shah Qayar por las fuerzas constitucionalistas y huye al Imperio ruso.
- 20 de julio: en Valencia (España), Ricardo Causarás patenta el primer y único avión militar de ala delta rígido.
- 25 de julio: el pionero francés de la aviación Louis Bleriot, a bordo del biplano Bleriot XI, logra cruzar el Canal de la Mancha desde Calais hasta Dover en 37 minutos. Es el primer ser humano que atraviesa un cuerpo de agua en un artefacto más pesado que el aire (ya antes se había cruzado en globo aerostático).
- 26 de julio al 2 de agosto: acontece la Semana Trágica en Barcelona (España).
- 30 de julio: Un violento terremoto de 7.5 grados en la escala de Richter sacude las costas sur mexicanas dejando dos muertos y daños de grandes proporciones en el puerto de Acapulco y en la Ciudad de México.
- 31 de julio: 
  - Un nuevo sismo de gran intensidad sacude las costas sur mexicanas dejando finalmente en ruinas el puerto de Acapulco.
  - En Teherán, el sheij pionero del fundamentalismo islámico duodecimano iraní, Fazlollah Nurí, es ahorcado por las fuerzas de la revolución constitucionalista.

### Agosto
- 12 de agosto: en Indianápolis (Estados Unidos) se inaugura el autódromo Indianapolis Motor Speedway.
- 14 de agosto: en Bolivia, el liberal Eliodoro Villazón Montaño asume la presidencia del país.
- 14 de agosto: un terremoto de 6,9 sacude la prefectura de Gifu, en Japón, dejando 41 muertos.
- 26 de agosto: en Reims, los chilenos José Luis Sánchez Besa y Emilio Edwards Bello se convierten en los primeros hispanoamericanos en volar en avión.
- 31 de agosto: en México mueren más de mil personas a causa de las inundaciones.

### Septiembre
- 5 de septiembre: en la localidad valenciana de Paterna (España), Juan Olivert Serra realiza el primer vuelo a motor en ese país.
- 7 de septiembre: en San Sebastián (España) se funda la Real Sociedad de Fútbol.
- 9 de septiembre: en Valencia (España) se funda el Levante Unión Deportiva.
- 27 de septiembre: en el estado de Indiana se registra un terremoto de 5,1.

### Octubre
- 8 de octubre: un terremoto en Zagreb (Croacia) permite que el sismólogo Andriya Mohorovicich identifique la discontinuidad de Mohorovičić.
- 11 de octubre: la isla de Cuba es azotada por un fuerte huracán.
- 26 de octubre: en la estación de trenes de Harbin (en Manchuria), el nacionalista coreano An Jung-geun (30) asesina al primer ministro japonés Itō Hirobumi (68), quien estaba dirigiendo la invasión de Corea.

### Noviembre
- 9 de noviembre: en la isla de Tenerife (España), municipio de Santiago del Teide, entra en erupción el volcán Chinyero.
- 14 de noviembre: en Buenos Aires (Argentina), muere asesinado el jefe de policía y asesino Ramón L. Falcón.
- 18 de noviembre: en Nicaragua, el dictador José Santos Zelaya manda a ejecutar a unos 500 revolucionarios.
- 21 de noviembre: en La Habana, el político José Miguel Gómez perpetra un atentado y bombardea el Capitolio de La Habana, donde se suicida el estudiante Zad Booh.
- 23 de noviembre: en Madrid (España) se inaugura el Palacio de Comunicaciones.

### Diciembre
- 19 de diciembre: en Dortmund, Alemania, se funda el club de fútbol Ballspielverein Borussia 09 Dortmund.
- 20 de diciembre: la reivindicación del descubrimiento del Polo Norte por Frederick Cook es rechazada por una comisión de expertos.
- 22 de diciembre: clausura de la Exposición Regional Valenciana.
- 28 de diciembre: David Murray, piloto británico de automovilismo (f. 1973).

## Arte y literatura
- Piotr Kropotkin: El terror en Rusia y La gran revolución: historia de la Revolución francesa (1789-1793).
- Gastón Leroux: El fantasma de la ópera.
- H. G. Wells: Ann Veronica.
- Jack London: Martin Eden.

## Música
- Gustav Mahler: Sinfonía n.º 9.

## Ciencia y tecnología
- Ricardo Causarás inventa, construye y patenta el ala delta aeroplano-monoplano Causarás.
- Hans Geiger inventa el contador Geiger.
- Friedrich Hofmann y su equipo crean el primer caucho sintético.
- Noviembre: en Viena (Austria), el biólogo austriaco Karl Landsteiner y su asistente el pediatra Erwin Popper aíslan por primera vez el poliovirus.

## Deportes
- 14 de marzo: en Barcelona (España) se inaugura el Camp del Carrer Indústria, antiguo estadio del Fútbol Club Barcelona.
- 24 de junio: se funda la institución deportiva Everton de Viña del Mar en Valparaíso.
- 12 de agosto: en España se crea la Federación Española de Clubes de Fútbol.
- 7 de septiembre: se funda la Real Sociedad de Fútbol de San Sebastián (España).
- 9 de septiembre: se funda el Levante Unión Deportiva, club de fútbol español ubicado en la ciudad de Valencia (España), siendo el club más veterano de esta.
- 2 de octubre: en Londres (Reino Unido) se inaugura el Twickenham Stadium de rugby, con el partido entre Harlequin FC y Richmond FC.
- 2 de noviembre: en San Miguel de Tucumán (Argentina) se funda San Martín de Tucumán
- 17 de noviembre: en la ciudad de Mendoza (Argentina) se funda el Club Mendoza de Regatas.
- 4 de diciembre: en Montreal (Canadá) se funda el club de hockey sobre hielo Montreal Canadiens
- Se disputa el primer Giro de Italia de la historia.
- En San Andrés de Palomar (Barcelona) se funda el club de fútbol español Unió Esportiva Sant Andreu.

## Nacimientos

### Enero
- 1 de enero: 
  - Dana Andrews, actor estadounidense (f. 1992).
  - Stepan Bandera, líder nacionalista ucraniano (f. 1959).
- 2 de enero: Barry Goldwater, político estadounidense (f. 1998).
- 3 de enero: Víctor Borge, cómico danés (f. 2000).
- 5 de enero: Stephen Kleene, matemático estadounidense (f. 1994).
- 9 de enero: 
  - Anthony Mamo, presidente maltés (f. 2008).
  - Rafael García Herreros, sacerdote católico y presentador de televisión colombiano, fundador de la Corporación Minuto de Dios (f. 1992).
- 13 de enero: Marinus van der Lubbe, comunista neerlandés que incendió el edificio del Reichstag nazi en 1933 (f. 1934).
- 15 de enero: Gene Krupa, baterista estadounidense (f. 1973).
- 16 de enero: Clement Greenberg, crítico de arte estadounidense (f. 1994).
- 19 de enero: Hans Hotter, cantante alemán barítono-bajo (f. 2003).
- 22 de enero: 
  - Porfirio Rubirosa, diplomático, militar, piloto de automovilismo y jugador de polo dominicano (f. 1965).
  - Ann Sothern, actriz estadounidense (f. 2001).
  - Sithu U Thant, diplomático birmano (f. 1974).
- 31 de enero: Rodolfo Barón Castro, diplomático e historiador salvadoreño (f. 1986).

### Febrero
- 1 de febrero: George Beverly Shea, cantautor estadounidense de góspel (f. 2013).
- 3 de febrero: Simone Weil, escritora y filósofa francesa (f. 1943).
- 7 de febrero: 
  - Hélder Câmara, sacerdote brasileño (f. 1999).
  - Wilhelm Freddie, pintor danés (f. 1995).
  - Amedeo Guillet, militar italiano (f. 2010).
  - Anna Świrszczyńska, poeta polaca (f. 1984).
  - Silvio Zavala, historiador mexicano (f. 2014).
- 9 de febrero: 
  - Harald Genzmer, compositor alemán (f. 2007).
  - Carmen Miranda, actriz y cantante brasileña nacida en Portugal (f. 1955).
  - Dean Rusk, político estadounidense (f. 1994).
  - Fergus Anderson, piloto británico de automovilismo (f. 1956).
- 11 de febrero: Joseph L. Mankiewicz, cineasta estadounidense (f. 1993).
- 12 de febrero: 
  - Zorán Musich, pintor esloveno (f. 2005).
  - Sigmund Rascher, médico alemán nazi (f. 1945).
- 15 de febrero: 
  - Miep Gies, mujer neerlandesa protectora de Anna Frank y su familia (f. 2010).
  - Guillermo Gorostiza Paredes, futbolista español (f. 1966).
- 16 de febrero: Hugh Beaumont, actor estadounidense (f. 1982).
- 17 de febrero: Arturo Michelini, político italiano (f. 1969).
- 18 de febrero: Wallace Stegner, escritor estadounidense (f. 1993).
- 20 de febrero: Heinz Erhardt, comediante, músico, actor y poeta alemán (f. 1979).
- 21 de febrero: Hans Erni, pintor y escultor suizo (f. 2015).
- 24 de febrero: August Derleth, escritor estadounidense (f. 1971).
- 26 de febrero: Talal ibn Abd Allah, rey jordano (f. 1972).
- 28 de febrero: Stephen Spender, poeta británico (f. 1995).

### Marzo
- 9 de marzo: Obafemi Awolowo, político nigeriano (f. 1987).
- 19 de marzo: Louis Hayward, actor sudafricano (f. 1985).
- 22 de marzo: 
  - Milt Kahl, animador estadounidense (f. 1987).
  - Gabrielle Roy, escritora canadiense (f. 1983).
- 26 de marzo: Héctor José Cámpora, político argentino (f. 1980).
- 27 de marzo: Golo Mann, historiador alemán (f. 1994).
- 28 de marzo: Nelson Algren, escritor estadounidense (f. 1981).

### Abril
- 6 de abril: Hermann Lang, automovilista alemán (f. 1987).
- 8 de abril: John Fante, italiano-estadounidense escritor (f. 1983).
- 9 de abril: Joaquín Gallegos Lara, escritor y político ecuatoriano (f. 1947).
- 13 de abril: 
  - Stanislaw Marcin Ulam, matemático polaco (f. 1984).
  - Eudora Welty, escritora estadounidense (f. 2001).
- 17 de abril: Alain Poher, político francés (f. 1996).
- 22 de abril: 
  - Rita Levi-Montalcini, científica italiana (f. 2012).
  - Indro Montanelli, escritor y periodista italiano (f. 2001).
- 24 de abril: Bernhard Grzimek, director de zoológico y zoólogo alemán (f. 1987).
- 26 de abril: Marianne Hoppe, actriz alemana (f. 2002).
- 27 de abril: Guillermo León Valencia, político colombiano (f. 1971).
- 30 de abril: Juliana de los Países Bajos, reina neerlandesa (f. 2004).

### Mayo
- 1 de mayo: Yiannis Ritsos, poeta y político griego (f. 1990).
- 4 de mayo: Howard Da Silva, actor estadounidense (f. 1986).
- 6 de mayo: Ángel Juan Quesada, director de coro y compositor español (f. 1988).
- 7 de mayo: Edwin H. Land, científico e inventor estadounidense (f. 1991).
- 15 de mayo: 
  - Genaro Guzmán Mayer, escritor, dramaturgo y poeta mexicano (f. 1974).[1]
  - James Mason, actor británico (f. 1984).
  - Clara Solovera, música folclórica chilena (f. 1992).
- 16 de mayo: Luigi Villoresi, piloto de automovilismo italiano (f. 1997).
- 18 de mayo: Fred Perry, tenista británico (f. 1995).
- 19 de mayo: Nicholas Winton, británico humanitarian (f. 2015).
- 24 de mayo: Victoria Hopper, actriz y cantante canadiense (f. 2007).
- 24 de mayo: Demetrio Aguilera Malta, escritor, cineasta, pintor y diplomático ecuatoriano (f. 1981).
- 26 de mayo: 
  - Matt Busby, futbolista y mánager británico (f. 1994).
  - Adolfo López Mateos, abogado, político mexicano, presidente entre 1958 y 1964 (f. 1969).
- 27 de mayo: 
  - Dolores Hope, cantante y filántropa estadounidense (f. 2011).
  - Juan Vicente Pérez, agricultor, campesino y supercentenario venezolano.(f.2024)
- 30 de mayo: Benny Goodman, músico estadounidense (f. 1986).

### Junio
- 6 de junio: Isaiah Berlin, filósofo angloletón (f. 1997).
- 7 de junio: Jessica Tandy, actriz británica (f. 1994).
- 9 de junio: José Luis López Aranguren, ensayista español (f. 1996).
- 14 de junio: Burl Ives, cantante estadounidense (f. 1995).
- 19 de junio: Osamu Dazai, novelista japonés (f. 1948).
- 20 de junio: Errol Flynn, actor australiano (f. 1959).
- 23 de junio: Li Xiannian, presidente chino (f. 1992).
- 26 de junio: Wolfgang Reitherman, animador, director y productor alemán (f. 1985).
- 30 de junio: Juan Bosch, escritor y político dominicano (f. 2001).

### Julio
- 1 de julio: Juan Carlos Onetti, escritor uruguayo (f. 1994).
- 7 de julio: Manolo Caracol, cantaor español (f. 1973).
- 12 de julio: Fritz Leonhardt, ingeniero estructuralista alemán (f. 1999).
- 18 de julio: Andrei Gromiko, político soviético (f. 1989).
- 22 de julio: Dorino Serafini, piloto de motociclismo y automovilismo italiano (f. 2000).
- 25 de julio: Gianandrea Gavazzeni, director de orquesta y músico italiano (f. 1996).
- 26 de julio: Vivian Vance, actriz estadounidense (f. 1979).
- 28 de julio: Malcolm Lowry, escritor y poeta británico (f. 1957).
- 30 de julio: C. Northcote Parkinson, historiador y escritor británico (f. 1993).

### Agosto
- 9 de agosto: Adam von Trott zu Solz, político y diplomático alemán (f. 1944).
- 10 de agosto: 
  - Leo Fender, fabricante e inventor estadounidense de guitarras eléctricas (f. 1991).
  - Manuel Sielecki, empresario argentino (f. 1998).
- 12 de agosto: Aurora Cortés, actriz mexicana (f. 1998).
- 14 de agosto: Juan Carreño Sandoval, futbolista mexicano (f. 1940).
- 21 de agosto: Ethel Caterham, supercentenaria británica.
- 25 de agosto: Michael Rennie, actor británico (f. 1971).
- 26 de agosto: Jim Davis, actor estadounidense (f. 1981).
- 27 de agosto: Lester Young, músico estadounidense (f. 1959).
- 31 de agosto: Ferenc Fejtő, periodista y politólogo francohúngaro (f. 2008).

### Septiembre
- 7 de septiembre: Elia Kazan, cineasta y novelista estadounidense (f. 2003).
- 14 de septiembre: Peter Scott, ornitólogo y pintor británico (f. 1989).
- 19 de septiembre: Ferdinand Anton Ernst Porsche, diseñador de automóviles y empresario austriaco (f. 1998).
- 21 de septiembre: Kwame Nkrumah, político ghanés (f. 1972).
- 28 de septiembre: Al Capp, dibujante estadounidense (f. 1979).

### Octubre
- 1 de octubre: Everett Sloane, actor estadounidense (f. 1965).
- 14 de octubre: Bernd Rosemeyer, piloto alemán de carreras (f. 1938).
- 17 de octubre: 
  - Cozy Cole, baterista estadounidense de jazz (f. 1981).
  - Leopoldo Panero, poeta español (f. 1962).
  - Carme Serrallonga, pedagoga y traductora española (f. 1997).
- 18 de octubre: 
  - Norberto Bobbio, filósofo, escritor y teórico político italiano (f. 2004).
  - Carlos Manini Ríos, político uruguayo (f. 1990).
- 20 de octubre: Carla Laemmle, actriz estadounidense (f. 2014).
- 27 de octubre: Henry Townsend, músico estadounidense (f. 2006).
- 28 de octubre: Francis Bacon, pintor británico (f. 1992).

### Noviembre
- 4 de noviembre: 
  - Ciro Alegría, escritor y periodista peruano (f. 1967).
  - Bert Patenaude, futbolista estadounidense (f. 1974).
- 10 de noviembre: Paweł Jasienica, historiador polaco (f. 1970).
- 17 de noviembre: Miguel Morilla El Atarfeño, torero español (f. 1934).
- 18 de noviembre: Johnny Mercer, cantautor estadounidense (f. 1976).
- 22 de noviembre: Mijaíl Mil, fabricante ruso de helicópteros (f. 1970).
- 24 de noviembre: Gerhard Gentzen, matemático alemán (f. 1945).
- 26 de noviembre: Eugène Ionesco, dramaturgo y escritor rumano (f. 1994).
- 27 de noviembre: James Agee, escritor estadounidense (f. 1955).

### Diciembre
- 2 de diciembre: Marion Dönhoff, novelista y periodista hondureña (f. 1999).
- 5 de diciembre: Argentina Díaz Lozano, periodista hondureña (f. 2002).
- 7 de diciembre: Arch Oboler, actor, dramaturgo, guionista, novelista, productor y director estadounidense (f. 1987).
- 9 de diciembre: 
  - Douglas Fairbanks, Jr., actor y militar estadounidense (f. 2000).
  - Enrique Gebhard, arquitecto chileno (f. 1978).
- 10 de diciembre: Georg Ludwig Jochum, director de orquesta y músico alemán (f. 1970).
- 14 de diciembre: Edward Lawrie Tatum, geneticista estadounidense, premio nobel de medicina (f. 1975).
- 14 de diciembre: Hernando Sanabria Fernández, escritor e historiador boliviano (f. 1986).
- 20 de diciembre: 
  - Augusto Benedico, actor español (f. 1992).
  - Vagn Holmboe, compositor danés (f. 1996).
- 22 de diciembre: 
  - Alan Carney, actor estadounidense (f. 1973).
  - Patricia Hayes, actriz y comediante británica (f. 1998).
- 25 de diciembre: Humberto Salvador, scritor, abogado y psicoanalista ecuatoriano (f. 1982).
- 27 de diciembre: Henryk Jabłoński, presidente polaco (f. 2003).

### Sin fecha exacta conocida
- Josefina Romo Arregui, poeta, docente, investigadora y crítica literaria española (f. 1979).

## Fallecimientos

### Enero
- 8 de enero: Harry Seeley, paleontólogo británico (n. 1839).
- 12 de enero: Hermann Minkowski, matemático alemán (n. 1864).
- 14 de enero: Arthur William à Beckett, periodista británico (n. 1844).
- 14 de enero: Zinovy Rozhestvensky, almirante ruso (n. 1848).
- 15 de enero: Arnoldo Janssen, religioso católico alemán, fundador de la Congregación del Verbo Divino (n. 1837).
- 22 de enero: Emil Erlenmeyer, químico alemán (n. 1825).

### Febrero
- 5 de febrero: Alexandre Saint-Yves d'Alveydre, ocultista y escritor francés (n. 1842).
- 8 de febrero: Catulle Mendès, poeta francés (n. 1841).
- 8 de febrero: Mieczysław Karłowicz, compositor polaco (n. 1876).
- 17 de febrero: Gerónimo, líder apache chiricahua (n. 1829).
- 26 de febrero: Caran d'Ache, dibujante francés (n. 1858).

### Marzo
- 24 de marzo: John Millington Synge, dramaturgo irlandés (n. 1871).
- 25 de marzo: Ruperto Chapí, compositor español (n. 1851).
- 27 de marzo: Antonio Hernández Fajarnés, catedrático y escritor español (n. 1851).
- (Día desconocido) abril: Abdul Karim, sirviente y Maestro de Victoria del Reino Unido (n.1863).

### Abril
- 3 de abril: Pascual Cervera y Topete, almirante español (n. 1839).
- 10 de abril: Algernon Charles Swinburne, poeta británico (n. 1837).
- 14 de abril: Miguel Juárez Celman, político argentino, 10.º presidente (n. 1844).
- 20 de abril: Manuel Penella Raga, compositor español (n. 1847).

### Mayo
- 2 de mayo: Manuel Amador Guerrero, político panameño, primer presidente entre 1904 y 1908 (n. 1833).
- 10 de mayo: Futabatei Shimei, escritor y traductor japonés (n. 1864).
- 18 de mayo: Isaac Albéniz, compositor español (n. 1860).
- 18 de mayo: George Meredith, novelista y poeta británico (n. 1828).
- 18 de mayo: Teodomiro Ramírez de Arellano, escritor español (n. 1828).
- 26 de mayo: Emilio Mitre, ingeniero e hijo del presidente argentino Bartolomé mitre (n. 1853).

### Junio
- 24 de junio: Sarah Orne Jewett, escritora estadounidense (n. 1849).

### Agosto
- 5 de agosto: Miguel Antonio Caro, político colombiano, presidente entre 1892 y 1898 (n. 1843).
- 8 de agosto: Mary MacKillop, religiosa australiana, canonizada por la Iglesia (n. 1842).
- 14 de agosto: William Stanley, inventor e ingeniero británico (n. 1829).
- 15 de agosto: Euclides da Cunha, escritor brasileño (n. 1866).
- 27 de agosto: Emil Christian Hansen, fisiólogo danés (n. 1842).

### Octubre
- 16 de octubre: Jakub Bart-Ćišinski, escritor y poeta alemán, considerado el más importante poeta en idioma sórabo (n. 1856).
- 19 de octubre: Cesare Lombroso, médico y criminólogo italiano (n. 1835).
- 24 de octubre: Henry Charles Lea, historiador estadounidense (n. 1825).
- 25 de octubre: Clorinda Matto de Turner escritora, poetisa y periodista peruana (n. 1852).
- 26 de octubre: Itō Hirobumi, político y primer ministro japonés (n. 1841).

### Noviembre
- 18 de noviembre: Renée Vivien, poeta británica (n. 1877).
- 30 de noviembre: Ricardo Sepúlveda y Planter, escritor español (n. 1846).

### Diciembre
- 10 de diciembre: Red Cloud (Nube Roja), jefe de los sioux oglala (n. 1822).
- 13 de diciembre: Innokienti Ánnienski, poeta ruso (n. 1855).
- 14 de diciembre: Agustín Querol, español escultor (n. 1860).
- 15 de diciembre: Francisco Tárrega, guitarrista y compositor español (n. 1852).
- 17 de diciembre: Leopoldo II, aristócrata y genocida belga, responsable del genocidio congolés: entre 8 y 15 millones de víctimas (n. 1835).
- 26 de diciembre: Frederic Remington, cowboy, artista y escultor estadounidense (n. 1861).

## Premios Nobel
- Física:  Guglielmo Marconi,  Carl Ferdinand Braun.[2]
- Química:  Wilhelm Ostwald.[2]
- Medicina:  Emil Theodor Kocher.[2]
- Literatura:  Selma Lagerlöf.[2]
- Paz:  Auguste Beernaert,  Paul d'Estournelles.[2]